# Підрубіж
Підрубіж (біл. вёска Падрубеж) — село в складі Червенського району Мінської області, Білорусь. Село підпорядковане Лядівській сільській раді, розташоване в центральній частині області.